# أندرسون كونسيساو
أندرسون كونسيساو (بالبرتغالية: Anderson Conceição Benedito) (24 أكتوبر 1989 في البرازيل - ) هو لاعب كرة قدم برازيلي في مركز الدفاع . لعب مع أتلتيكو غويانيينسي وريال مايوركا وفيلادلفيا يونيون ونادي باهيا ونادي جوينفيل ونادي سانتوس ونادي فاسكو دا غاما ونادي فيغورينسي ونادي كريسيوما ونادي تومبينس ونادي موجي ميريم ونادي أم صلالنادي أمريكا وResende FC ‏.

## وصلات خارجية
- أندرسون كونسيساو على موقع الدوري الأمريكي (الإنجليزية)
- أندرسون كونسيساو على موقع قاعدة بيانات كرة القدم.إي يو (الإنجليزية)
- أندرسون كونسيساو على موقع Soccerway.com (الإنجليزية)
- أندرسون كونسيساو على موقع AS.com (الإسبانية)